# Hexamatia
Genre
Hexamatia est un genre d'araignées aranéomorphes de la famille des Hahniidae.

## Distribution
Les espèces de ce genre se rencontrent en Thaïlande et en Chine.

## Liste des espèces
Selon World Spider Catalog (version 21.5, 25/11/2020) :
- Hexamatia seekhaow Rivera-Quiroz, Petcharad & Miller, 2020
- Hexamatia senaria (Zhang, Li & Zheng, 2011)

## Publication originale
- Rivera-Quiroz, Petcharad & Miller, 2020 : « First records and a new genus of comb-tailed spiders (Araneae: Hahniidae) from Thailand with comments on the six-eyed species of this family. » European Journal of Taxonomy, vol. 724, no 1, p. 51-69 (texte intégral).